# Autism Every Day
Pour plus de détails, voir Fiche technique et Distribution.
Autism Every Day (en français : L'autisme, chaque jour) est un film documentaire sorti en 2006, sponsorisé par Autism Speaks, et produit par Lauren Thierry, Jim Watkins et Eric Solomon. Le documentaire se compose principalement d'entretiens avec des mères d'enfants autistes.
Une version de 13 minutes est produite à l'occasion d'une collecte de fonds nommée A New Decade for Autism à New York, le 9 mai 2006. Il a été sélectionné par le festival de Sundance Institute pour une projection spéciale au Festival du film de Sundance en 2007,,.
The New York Times estime que, « tandis que les cinéastes capturent l'espoir, l'amour et la détermination, le documentaire révèle aussi l'implacable stress et le désespoir occasionnel qu'engendre l'éducation des enfants avec autisme ». Le New York Observer rappelle que le film « se compose principalement d'entretiens avec les mères (et de scènes de celles-ci avec leurs enfants autistes), des mères de famille dont la vie a été complètement transformée. La situation de ces mères est juste insupportable, implacable ».
Selon Stuart Murray, auteur de Representing Autism: Culture, Narrative, Fascination, le mouvement pour les droits des personnes autistes a critiqué ce film pour avoir catégorisé l'autisme comme « un problème et des difficultés, en particulier pour les parents » et ignoré les aspects positifs,.